# Ротермель, Адам
Адам Ротермель (венг. Rothermel Ádám; род. 18 июня 1948, Будапешт) — венгерский футбольный вратарь. Серебряный призёр Олимпийских игр (1972).

## Биография

### Игровая карьера
Ротермель начинал в «Татабанье», где был дублёром основного вратаря Йожефа Гелеи. Затем он стал основным вратарём этого клуба и сыграл 75 матчей в Высшем дивизионе. Постепенно он стал одним из лучших вратарей Венгрии и добился вызова в национальную сборную. Дебютировал за сборную Венгрии 9 сентября 1970 года в товарищеском матче со сборной ФРГ — ФРГ выиграла матч со счётом 3:1.
Серебряный призёр Олимпийских игр 1972 года, где принял участие в матче со сборной Ирана (5:0).
В 1974 году перешёл в «Уйпешт», в составе которого отыграл семь сезонов, выиграл 3 чемпионских титула и Кубок Венгрии в 1975 году. Отыграв за «Уйпешт» 112 матчей, Ротермель перешёл в «Шальготарьян», за который сыграл 7 матчей.
Завершил карьеру в «Шорокшаре» в 1983 году.

## Достижения
«Уйпешт»
- Чемпион Венгрии (3) : 1974/75, 1977/78, 1978/79
- Обладатель Кубка Венгрии (1) : 1975

 Венгрия
- Серебряный призёр Олимпийских игр (1): 1972